# Karl Gerth
Karl Gerth (vollständiger Name Karl Ludwig Gerth, * 16. Januar 1889 in Gemünden am Main; † 24. März 1973 in Bad Kissingen) war ein deutscher Klassischer Philologe, Historiker und Gymnasialdirektor.

## Leben
Seine Eltern waren der Lokomotivführer August Gerth und Anna geb. Schelbert. Karl Gerth wuchs in Gemünden am Main und nach der Versetzung seines Vaters in Fulda auf, wo er das Gymnasium besuchte. Ab dem Sommersemester 1909 studierte er an der Universität Göttingen Klassische Philologie und Geschichte; zu seinen akademischen Lehrern zählten die Philologen Friedrich Leo und Paul Wendland, der Althistoriker Georg Busolt und der Sprachwissenschaftler Jacob Wackernagel.
Gerth schloss sein Studium am 31. Januar 1913 mit der Lehramtsprüfung in den Fächern Latein, Griechisch und Geschichte ab. Im Rahmen des Vorbereitungsdienstes absolvierte er 1913/14 sein Seminarjahr am Kaiser-Wilhelm-Gymnasium Hannover. Beim Ausbruch des Ersten Weltkriegs meldete er sich freiwillig und leistete vom 1. August 1914 bis zum Oktober 1915 Kriegsdienst. Nach seiner ehrenvollen Entlassung wurde er Studienassessor am Gymnasium Stade und unterrichtete dort achteinhalb Jahre lang. Während dieser Zeit verfasste er unter der Leitung von Erich Ziebarth von der Universität Hamburg eine Dissertation über die Wirtschaftsgeschichte auf der griechischen Insel Delos, mit der er am 8. Juli 1922 zum Dr. phil. promoviert wurde.
In der Nachkriegszeit trat Gerth in die SPD ein und war Mitbegründer der Gewerkschaft Deutscher Verwaltungsbeamter. Aufgrund einer Personalabbauverordnung wurde er 1924 in den einstweiligen Ruhestand versetzt; im selben Jahr wurde er zum Stadtverordneten gewählt und war außerdem von 1924 bis 1926 Senator. Anschließend unterrichtete er als Lehrer an verschiedenen Schulen: 1926/27 am Helmholtz-Realgymnasium in Berlin-Schöneberg, 1927/28 am Arndt-Gymnasium Dahlem und ab 1928 an der Mittelschule in Rügenwalde. 1934 wurde er an die Mittelschule in Kolberg versetzt, wo er bis zum Ende des Zweiten Weltkriegs blieb.
Nach Kriegsende lebte Gerth zunächst in Gera und dann in Berlin, bis er im Oktober 1948 Leiter der Städtischen Oberschule Buxtehude wurde (als Oberstudiendirektor). Er behielt das Rektorat bis zum Erreichen der Altersgrenze im März 1954 und verwaltete die Stelle noch bis zum September desselben Jahres. Seinen Ruhestand verbrachte er in Bad Kissingen.
Wissenschaftlich beschäftigte sich Gerth im Laufe seines Lebens mit verschiedenen Themen. Ausgehend von Studien zur Geschichte des Altertums, die sich in seiner Doktorarbeit und in zahlreichen Artikeln für Paulys Realenzyklopädie der klassischen Altertumswissenschaft (RE) niederschlugen, ging er im Zuge seiner politischen und gewerkschaftlichen Aktivitäten mehr und mehr auf die Sozialgeschichte über. In den 1930er und 1940er Jahren veröffentlichte er mehrere Lehrbücher, vor allem grammatische Hilfsbücher für den Latein-, Englisch-, Französisch- und Deutsch-Unterricht. Nach dem Ende der Nazizeit veröffentlichte er ein Russisch-Deutsches Taschenwörterbuch, zwei Lehrbücher zur Revolution von 1848 und ein Geschichtslehrbuch vom Wiener Kongress bis zur Gegenwart (1949).

## Schriften (Auswahl)
- Beiträge zur Wirtschaftskunde von Delos. Stade 1922 (Dissertation, Universität Hamburg)
- Zehn Jahre Gewerkschaft Deutscher Verwaltungsbeamten. Berlin 1928
- Lateinische Kurzgrammatik. 3. Auflage, Berlin 1933. 4. Auflage 1936. 7. Auflage 1948
- Tabellen zur lateinischen Formenlehre. 3. Auflage, Berlin 1943
- Französische Konjugationstabellen mit den unregelmässigen Verben. 3. Auflage, Kolberg 1943
- Latein leicht. Lateinische Formlehre. 4. Auflage, Gera / Leipzig 1945
- Französische Kurzgrammatik. Berlin 1934
- Englische Kurzgrammatik. Gera 1945
- Erklärung grammatischer Ausdrücke. 2. Auflage, Berlin 1945. 3. Auflage 1946
- Kleines Taschenwörterbuch, deutsch-russisch, russisch-deutsch, mit Aussprachebezeichnung. Gera 1946
- Revolution 1848. Geburt der Arbeiterbewegung. Berlin 1947. 2. Auflage 1948
- Um Einheit und Freiheit. Ursprung und Entwicklung der Revolution von 1848. Berlin 1948
- Deutsche Kurzgrammatik. Berlin 1948
- Schreibe richtig. Regeln der deutschen Rechtschreibung nebst Wörterverzeichnis und Verzeichnis der gebräuchlichsten Fremdwörter. 2. Auflage, Frankfurt am Main 1949
- mit Friedrich Schmidt und Wally Schmelzer: Das neue Gesicht der Welt. Vom Wiener Kongress bis in die Gegenwart. Berlin / Hannover 1949. 2. Auflage 1951 (= Wege der Völker 7)
- Vierhundert-Jahr-Feier der Städtischen Oberschule Buxtehude. Buxtehude 1952